# Limnichthys fasciatus
Limnichthys fasciatus és una espècie de peix de la família dels creédids i de l'ordre dels perciformes.

## Descripció
El cos (completament recobert d'escates, críptic, comprimit i allargat semblant al d'una anguila) fa 5 cm de llargària màxima i presenta una coloració pàl·lida a la zona ventral i un reguitzell de taques fosques a la part posterior. 12-43 radis tous a l'aleta dorsal i 22-40 a l'anal. Aletes pectorals amb 11 - 16 radis tous i pelvianes amb 1 espina i 5 radis tous. Línia lateral no interrompuda i amb 38-43 escates. Obertura de la boca gairebé horitzontal. Musell carnós, projectat més enllà de la mandíbula inferior i punxegut per a poder excavar. Filera d'apèndixs mòbils vorejant la mandíbula inferior. La símfisi de la mandíbula inferior presenta una projecció dorsal. Els ulls sobresurten lleugerament, estan situats a prop del perfil dorsal del cap, es mouen independentment l'un de l'altre, tenen una còrnia de refracció i una lent no esfèrica cada un i es troben orientats cap endavant per a detectar més fàcilment les preses. És força similar a Limnichthys nitidus, del qual es distingeix pel nombre de radis tous de l'aleta dorsal.

## Alimentació
El seu nivell tròfic és de 3,29.

## Hàbitat i distribució geogràfica
És un peix marí, associat als esculls fins als 150 m de fondària i de clima tropical, el qual viu a l'Índic i el Pacífic occidental: els fons sorrencs o de grava des del Japó (incloent-hi les illes Ogasawara) i Taiwan fins a les illes Filipines, Indonèsia, Papua Nova Guinea, Austràlia (Austràlia Occidental, Queensland, Nova Gal·les del Sud i les illes Lord Howe i Norfolk), Nova Zelanda (incloent-hi les illes Kermadec) i Tonga.

## Observacions
És inofensiu per als humans, el seu índex de vulnerabilitat és baix (10 de 100) i no té cap valor comercial.